# Sanitka

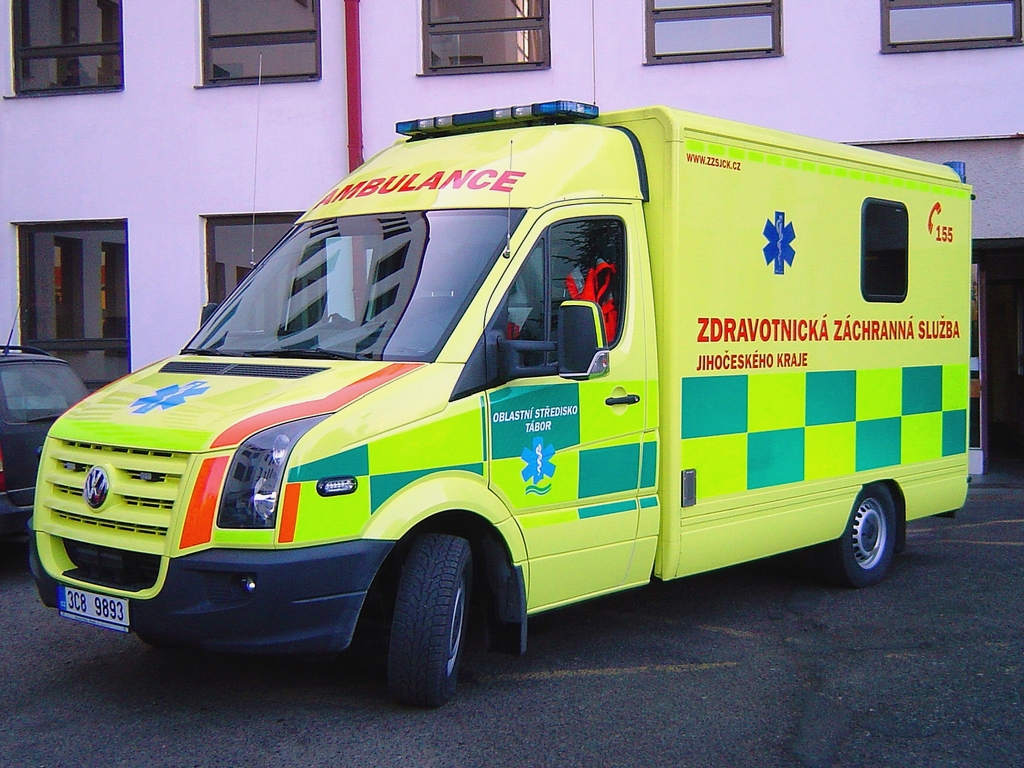
Sanitka Zdravotnické záchranné služby Jihočeského kraje

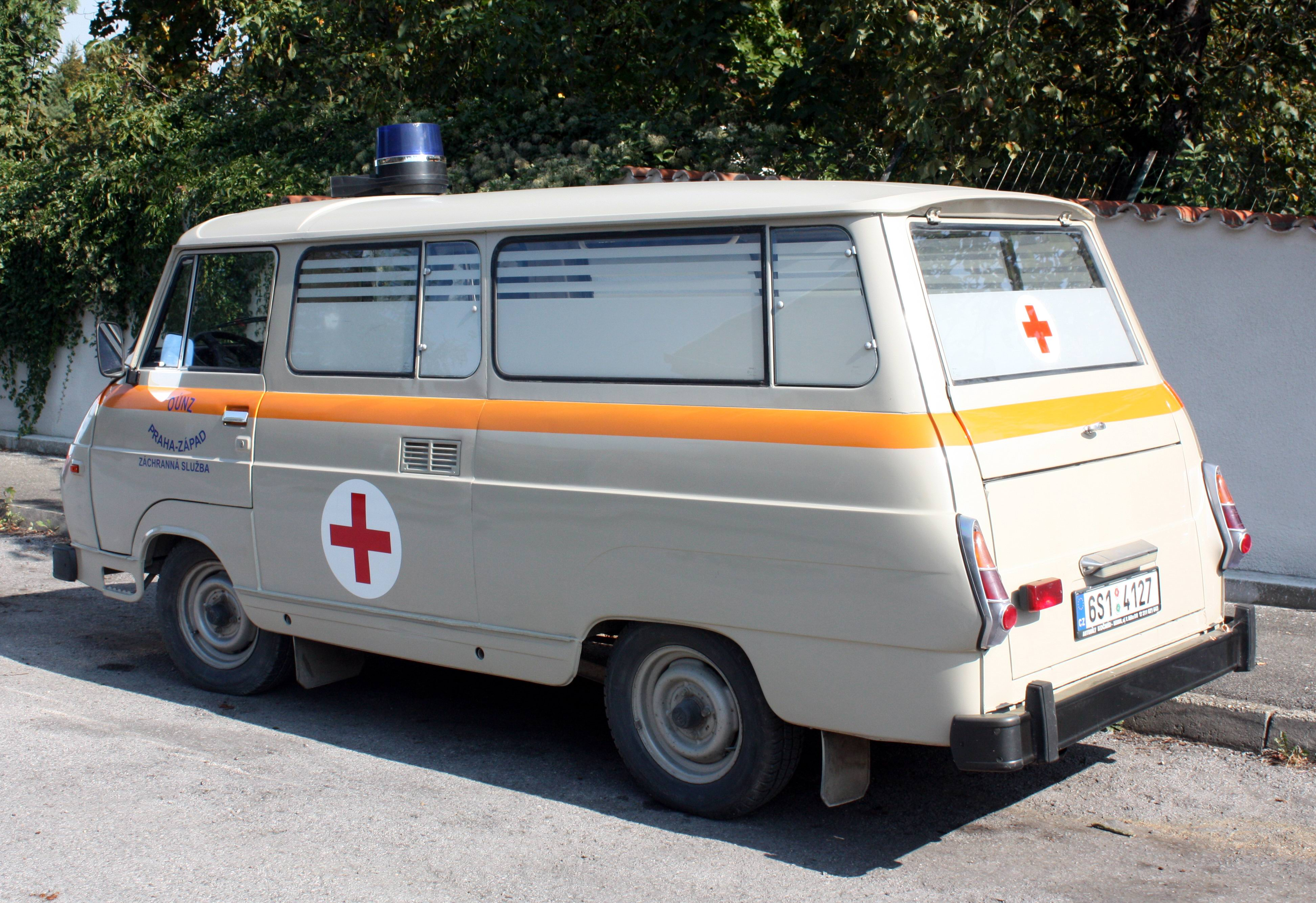
Sanitní vůz Škoda 1203 v provedení blízkém obvyklé podobě sanitek v 80. letech 20. století v Československu

Sanitka neboli sanita (též ambulance, sanitní vůz nebo sanitní vozidlo) je vozidlo, které využívají zdravotničtí pracovníci k přepravě zraněných pacientů, k dopravě raněných, nemocných a rodiček (DRNR) nebo k transportu tělesných orgánů k transplantacím. Existuje mnoho druhů sanitek s různými úrovněmi výbavy až po speciální záchranářská vozidla. Sanitky provozují zdravotnické záchranné služby, nemocnice, soukromé subjekty zajišťující DZS (dopravní zdravotní službu), Mezinárodní červený kříž a mnoho dalších organizací. Zvláštností jsou pak vojenská nebo hasičská sanitní vozidla.
Sanitka je pouze označení auta zdravotnické záchranné služby. Širší termín ambulance zahrnuje také další prostředky zdravotnické záchranné služby: motocykly, kola, terénní vozidla, lodě a prostředky letecké záchranné služby (helikoptéry a letadla).

## Historie

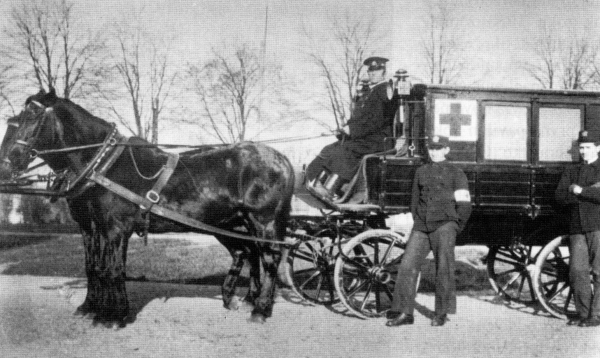
Sanitní vůz nemocnice v Uherském Hradišti 1925

Již v 18. století začaly na území Evropy vznikat první pokusy o přepravu lékařů k pacientům. V roce 1792 při korunovaci krále Františka II. vznikla první pohyblivá pracoviště lékařů, ranhojičů a porodních bab.
Transport pacientů byl zajištěn koňskými povozy. Sanitní vozidla se začala používat už v první polovině 20. století, nejprve ve velkých městech. Jejich rozvoj do ostatních oblastí nastával postupně od 60. let, když začaly vznikat první záchranné služby. Tehdy se ale jednalo o běžná vozidla, např. Škoda 1201, později Škoda 1203. Tato vozidla provozovaná někde až do 90. let minulého století neměla ambulantní část s moderním vybavením, jako je tomu u současných sanitek. Měla jen lůžko pro pacienta a základní vybavení sebou vozil lékař v brašně. Sanitky, tak jak je známe dnes, se začaly na území Československa objevovat až v 80. letech. Po roce 1989 docházelo postupně k modernizaci vybavení a nákupu nových vozidel, která už nesloužila jen k transportu pacientů. Dnes existuje mnoho druhů záchranných prostředků, které nabízejí celou řadu možností.

## Typy sanitek a jejich třídy
Vybavení sanitních vozidel se řídí evropskou normou ČSN EN 1789 + A1 Zdravotnické dopravní prostředky a jejich vybavení – Silniční ambulance.

### Třída A1 nebo A2

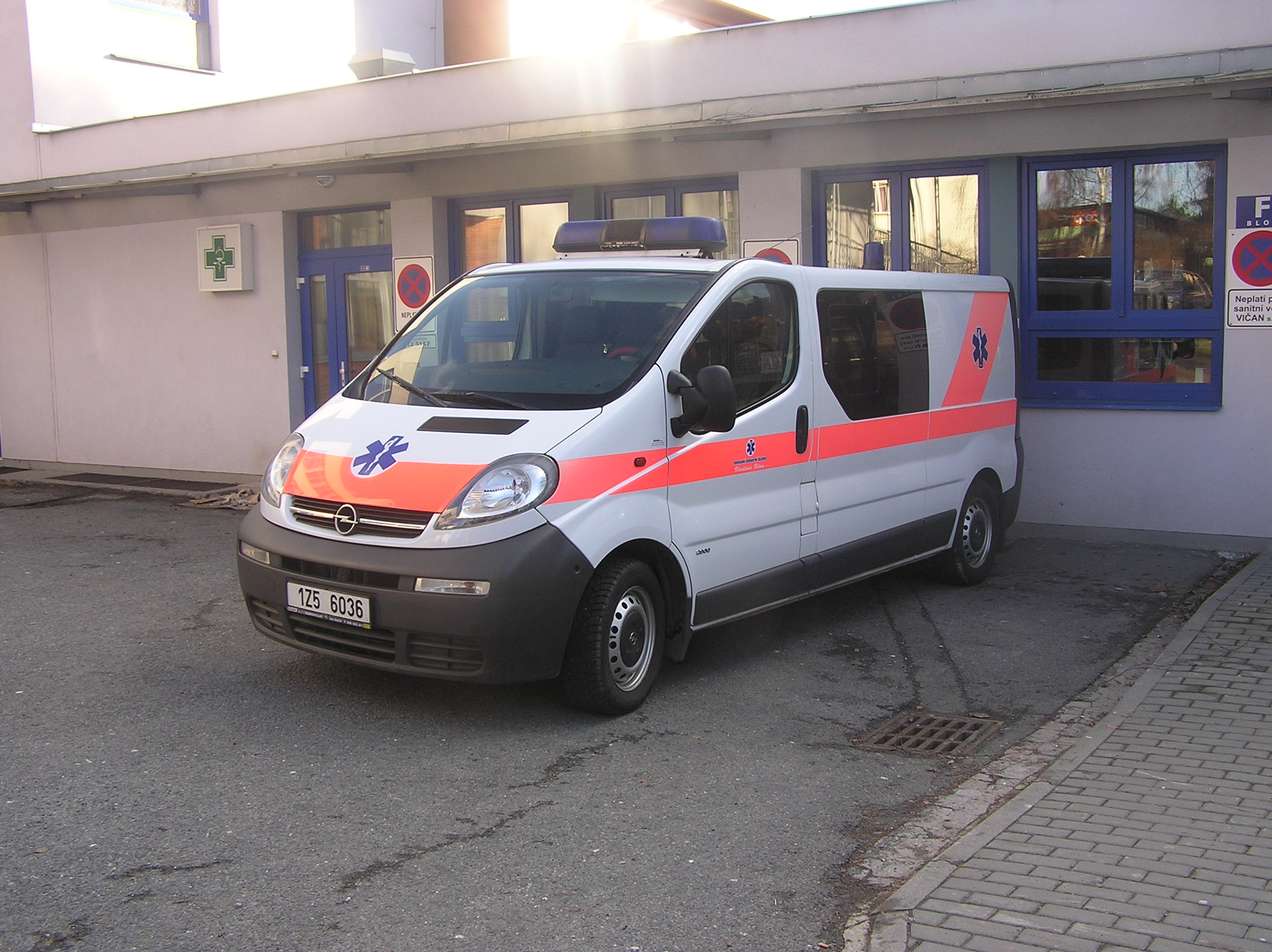
Sanitka třídy A

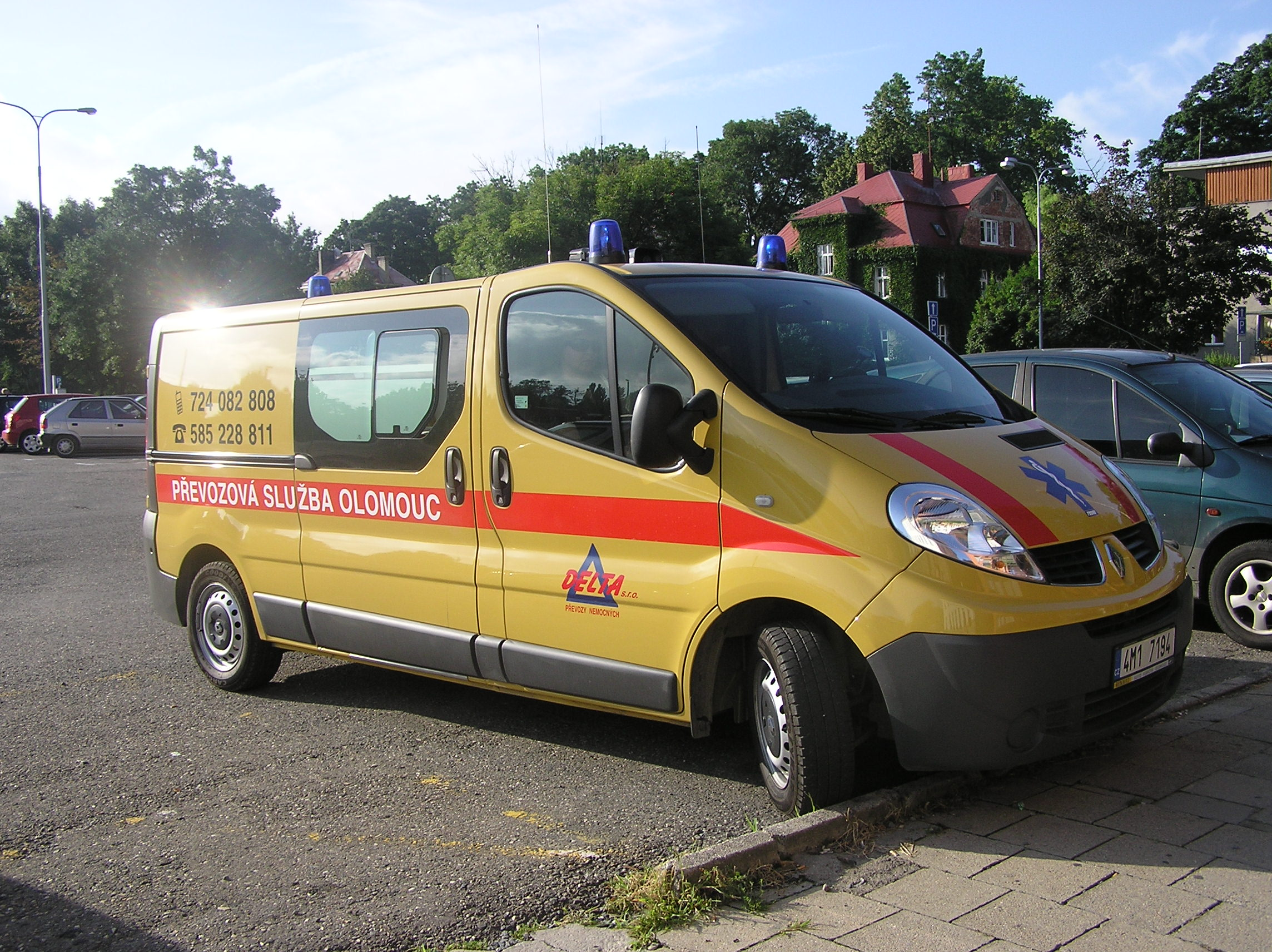
Vozidlo převozové služby v neobvyklém žlutém zbarvení

Sanitní vozidla třídy A1 jsou vozidla, která jsou určena k přepravě maximálně jednoho sedícího nebo ležícího pacienta. Sanitky třídy A2 jsou vozidla, která jsou určena k přepravě minimálně jednoho ležícího pacienta a většího počtu sedících pacientů. Tyto sanitky bývají klasifikovány obvykle jako doprava raněných, nemocných a rodiček (DRNR). Velmi často bývají nasazovány jako vozidla dopravní zdravotní služby (DZS). Jejich základní výbavu tvoří nosítka, infarktové křeslo a obvykle ještě jedno další pevné křeslo. Základní výbavu tvoří dlahy, odsávačka, O2, AED, porodnický balíček, trauma sada s ostatní nezbytné vybavení pro akutní stavy kromě léků. Slouží k přepravě pacientů mezi nemocnicemi nebo mezi nemocnicí a domovem pacienta. Využívají se jak k sekundárním výjezdům, tak přepravě krevních konzerv, tkání, orgánů a dalšího. Neslouží primárně k akutním (primárním) výjezdům, v případě hromadného neštěstí ale mohou být využity i k tomuto účelu. Jejich provozovatelé jsou většinou nemocnice nebo soukromé firmy. Některé záchranné služby je provozují také, ale jen v určitých regionech, ne celoplošně.
Přestože vozy třídy A svou podstatou, určením, posádkou a vybavením nejsou určeny pro akutní převozy, česká norma dovoluje na těchto vozech instalaci světelných signalizačních zařízení modré barvy a sirény. Případné použití těchto prvků řidičem takového vozu je tedy legální, protože vozy díky této výbavě mohou být nasazeny v případech, kdy je užití výstražného zařízení nezbytné.
Sanitní vozidla třídy A bývají nejčastěji menší dodávky, které nemívají střešní nástavby. Obvykle mají také bílou barvu oproti sanitkám tříd B a C, které bývají v signální žluté.

### Třída B

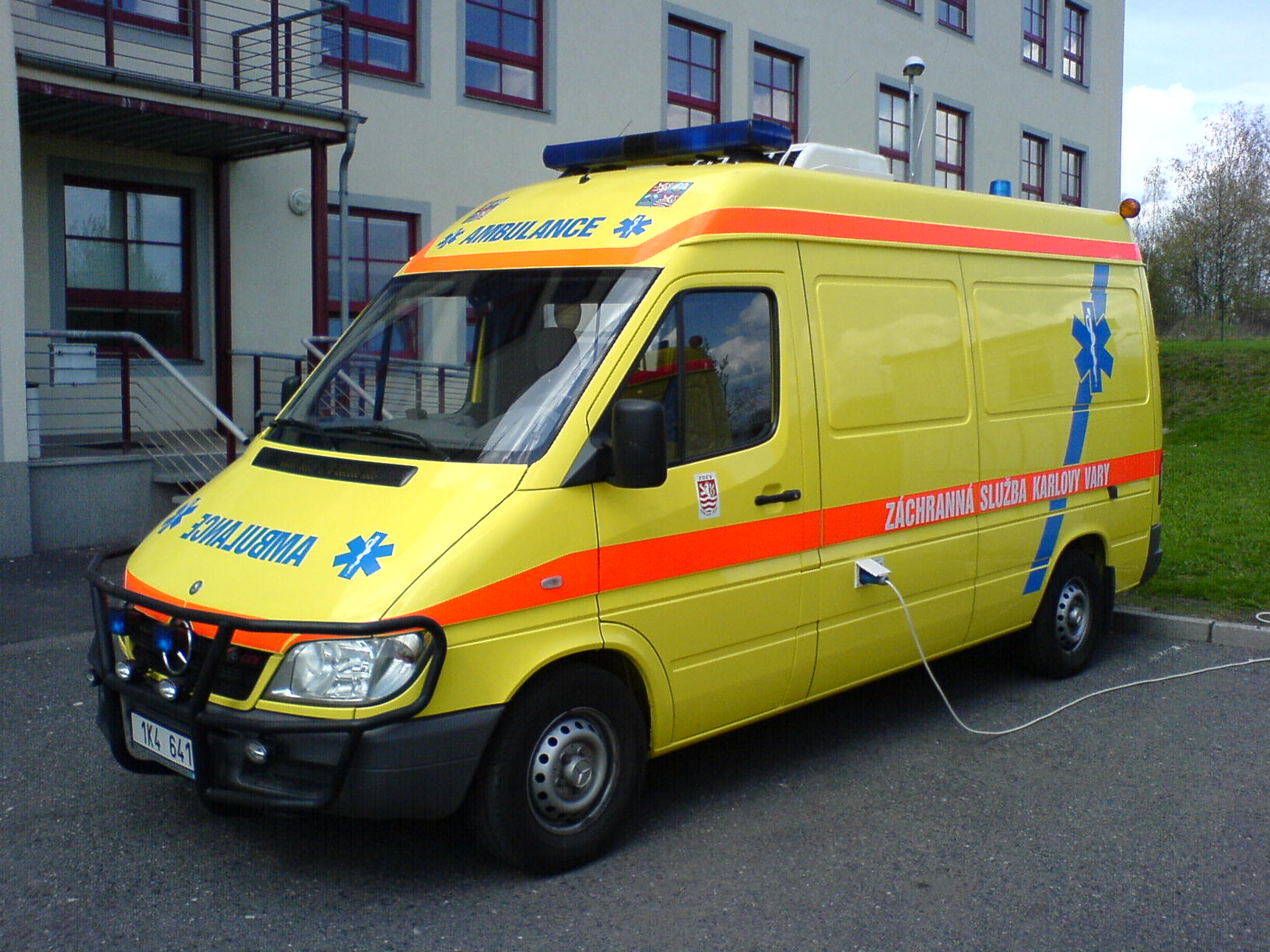
Sanitka třídy B Zdravotnické záchranné služby Karlovarského kraje

Tento typ sanitek provozují záchranné služby a slouží k akutním výjezdům. Je to nejčastější typ sanitky pro výjezdy ke stavům ohrožujícím zdraví nebo život pacienta. Jsou také nejvíce rozšířeny v České republice i v Evropě. Jejich vnitřní zástavby zahrnují výbavu na takové úrovni, aby bylo možno pacienta před transportem stabilizovat. Mezi výbavu patří defibrilátor-kardiostimulátor, nosítka, vakuová matrace, scoop rám, krční límce, dlahy, tlakový monitor, pulzní oxymetr, odsávačka, termofólie, infuzní pumpa, přikrývka, plicní ventilátor, průtokoměr, kyslíkové lahve, sterilní a nesterilní rukavice, sterilní a nesterilní obvazový materiál, injekční stříkačky a jehly, ampule s léky, infuzní sety, spojovací hadičky, gumové škrtidlo, laryngoskop, zdravotnické nástroje a další vybavení.
Posádky mohou být:
- rychlá lékařská pomoc (RLP) ve složení řidič-záchranář, lékař a zdravotnický záchranář
- rychlá zdravotnická pomoc ve složení řidič-záchranář a zdravotnický záchranář
- rychlá lékařská pomoc v systému Rendez-Vous (RV)

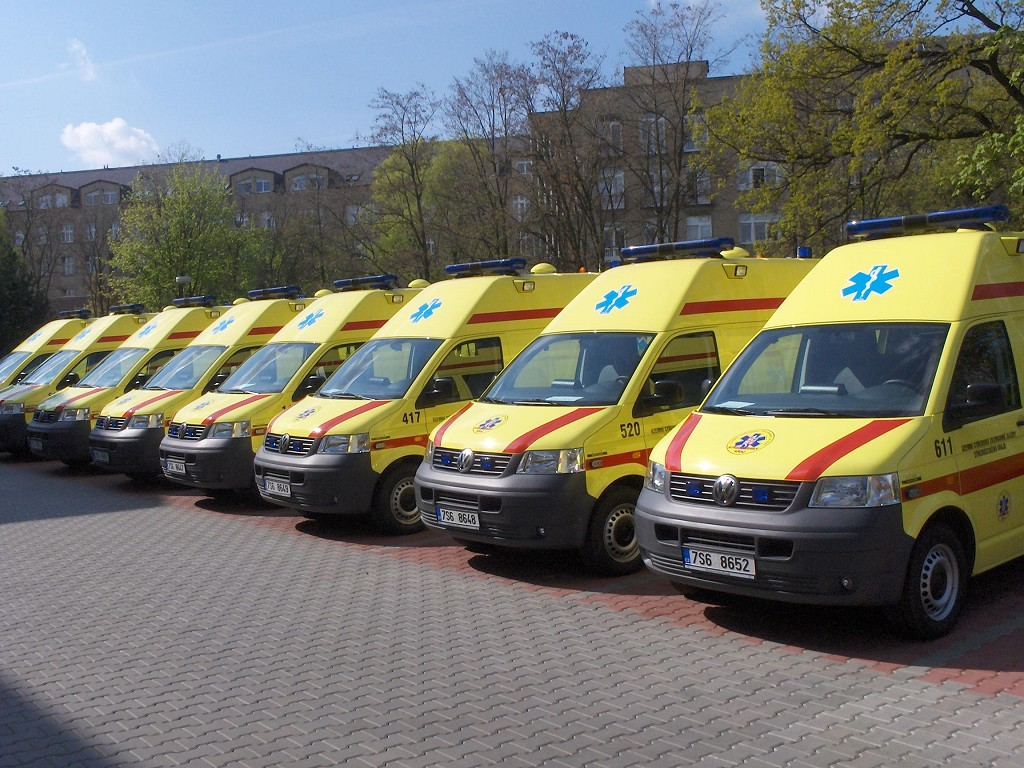
Volkswageny Transportery T5 jsou nejpoužívanější sanitní vozidla v Česku

Pracují-li posádky záchranných služeb v systému RV (setkávací systém), je posádka typu RZP doprovázena rychlým osobním vozidlem nebo SUV vozidlem, které je ve složení řidič a lékař. Lékař tedy není součástí posádky velkého sanitního vozidla, ale k zásahu přijíždí samostatně. Výhodou je, že se na místo zásahu dostane většinou dříve a může tak pacientovi poskytnout odbornou PNP rychleji. Obě posádky často vyjíždějí z různých míst. Další nespornou výhodou je také fakt, že lékař je po ošetření pacienta opět volný a připraven k dalšímu výjezdu. Pacient je do zdravotnického zařízení dopraven v sanitce bez lékaře, ale s kvalifikovaným zdravotnickým personálem.
Sanitky třídy B bývají větší dodávky nebo dodávky doplněné střešní nástavbou. Obvykle mívají signální žlutou barvu odstínu RAL 1016 doplňovanou reflexními pruhy. Některé záchranné služby používají reflexní battenburskou šachovnici.

### Třída C
Tento typ sanitních vozidel bývá označován jako mobilní jednotka intenzivní péče nebo resuscitační vůz. Výbava těchto vozů zahrnuje veškeré potřebné prostředky pro resuscitaci, monitoring a připojení na umělou plicní ventilaci. 

Posádky mohou být:
- rychlá lékařská pomoc (RLP) ve složení řidič-záchranář, lékař a zdravotnický záchranář
- rychlá zdravotnická pomoc ve složení řidič-záchranář a zdravotnický záchranář
- rychlá lékařská pomoc v systému Rendez-Vous (RV)

V České republice mají status třídy C nejčastěji sanitní vozidla se skříňovou zástavbou (tzv. bedny), které nabízejí výrazně větší prostor v ambulantní části pro pacienta, vybavení vozu i ošetřující personál. Nejsou příliš rozšířené, i když vozové parky některých záchranných služeb je využívají. Obvykle používají žlutou signální barvu v kombinaci s červenými pruhy nebo reflexní battenburskou šachovnicí. Není to ale pravidlem.

### Speciální sanitní vozidla

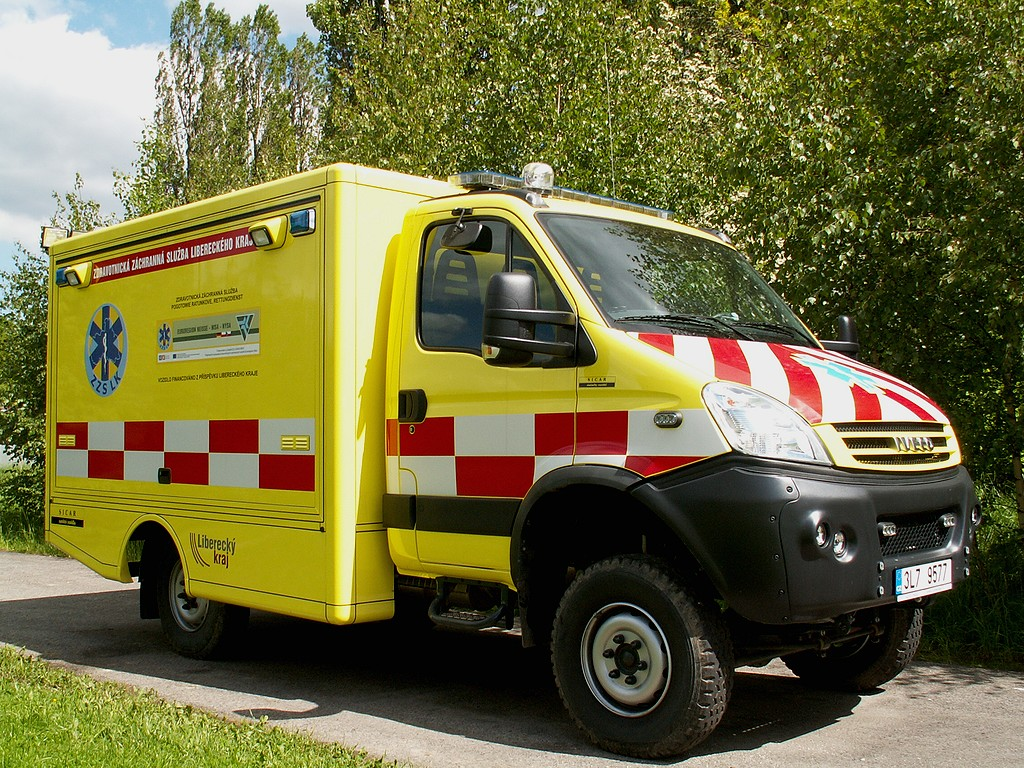
Sanitní vozidlo s úpravou pro obtížně přístupný terén

Jako speciální sanitní vozidla bývají označována:
- osobní nebo SUV vozidla pro systém RV
- záchranné motocykly a jízdní kola
- sanitní elektromobily
- sanitní vozidla s vnitřní zástavbou upravenou pro transport novorozenců (dostupné většinou ve velkých městech)
- vozidla pro obtížně přístupný terén
- vozidla pro hromadná neštěstí a velkokapacitní vozidla (např. Fénix sloužící pražské záchrance[2][3])
  - speciální záchranářské moduly (např. Golem)
- vozidla pro přepravu orgánů, krve, krevních derivátů nebo transplantačních týmů
- jiná zvláštní vozidla atd.

## Označení sanitek

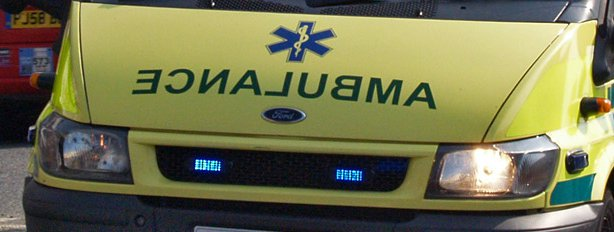
Zrcadlově obrácený text AMBULANCE a znak hvězda života

Sanitky mívají výrazné signální barvy, někdy s reflexními pruhy nebo battenburskou šachovnicí. Dále mají jako označení nápis AMBULANCE a znak hvězda života. Tento nápis bývá na přední straně vozidla zrcadlově převrácený, aby šel snadněji přečíst ve zpětném zrcátku. České sanitky mohou používat světelná signalizační zařízení modré nebo modro-červené barvy (výstražný majáček) a sirény. Většina nových sanitek bývá v současnosti vybavena novými LED diodovými majáky, které jsou mnohem více viditelné, a to především za přímého slunečního svitu. Starší sanitky využívají tzv. stroboskopové majáky, od kterých se dnes upouští.

## Galerie

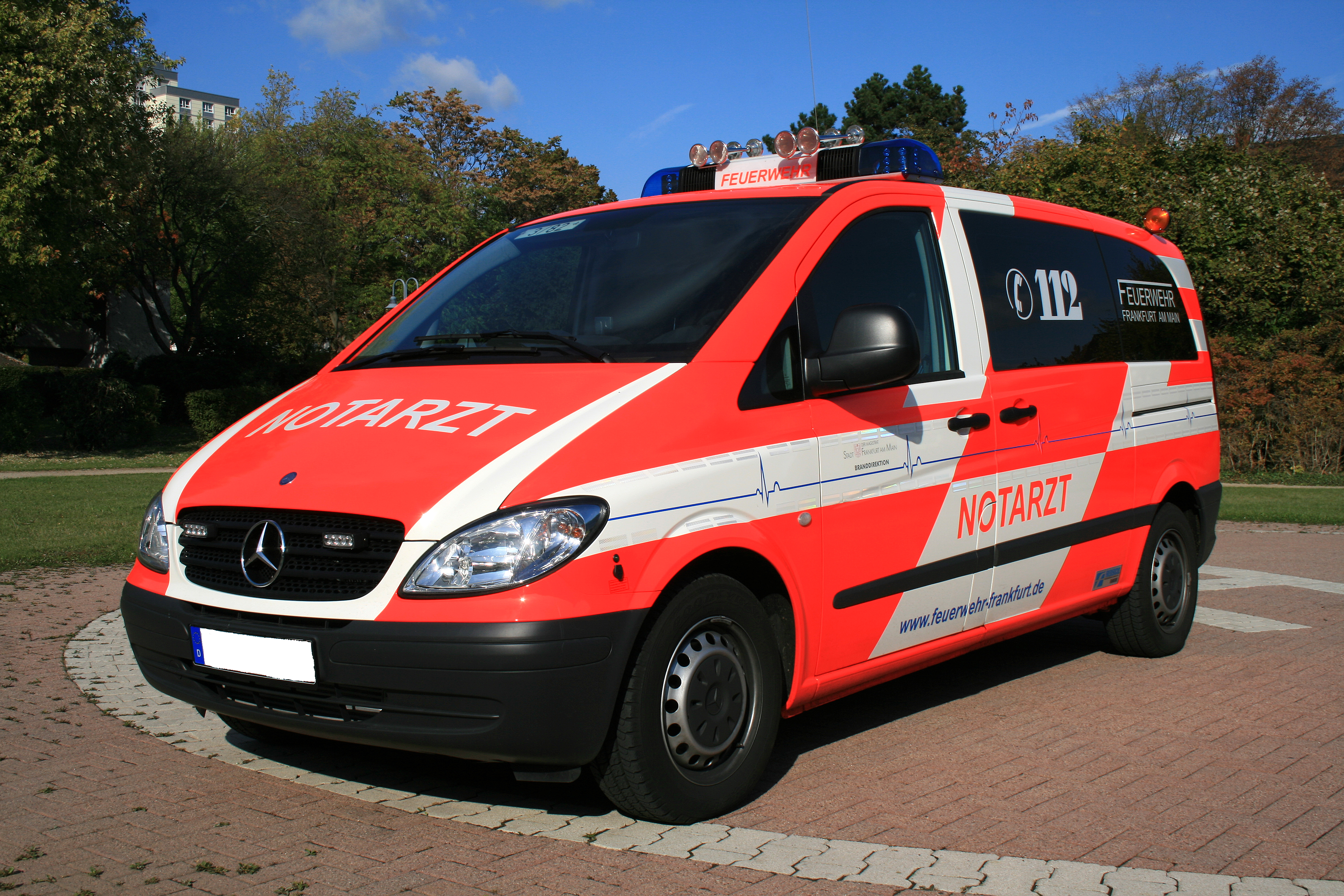
Vůz rychlé lékařské pomoci v německém Frankfurtu
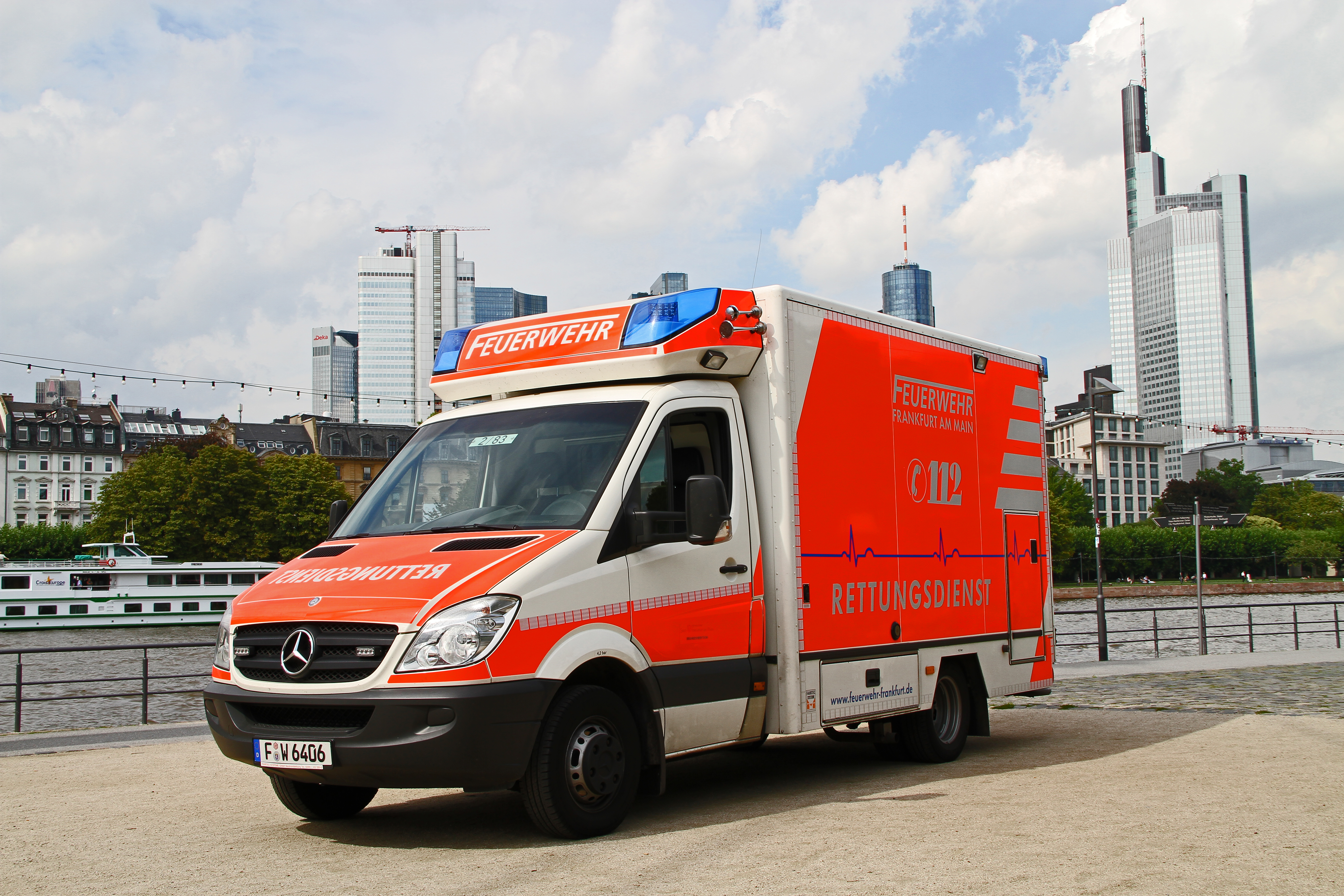
Vůz rychlé zdravotnické pomoci v německém Frankfurtu
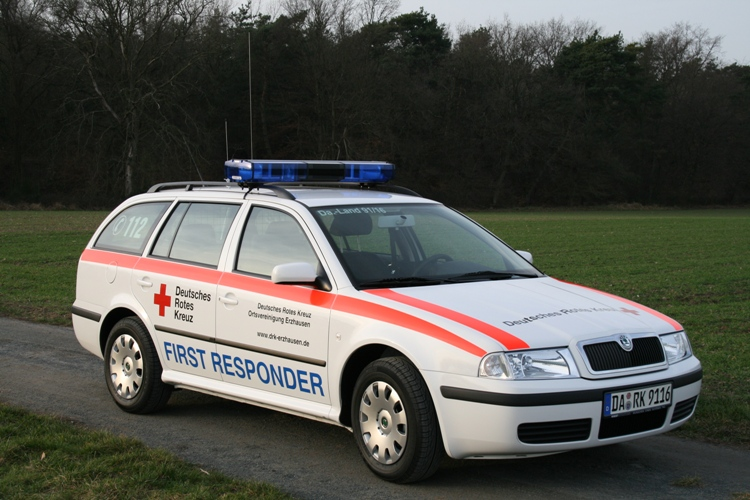
First Responder v německém Erzhausen (okres Darmstadt)
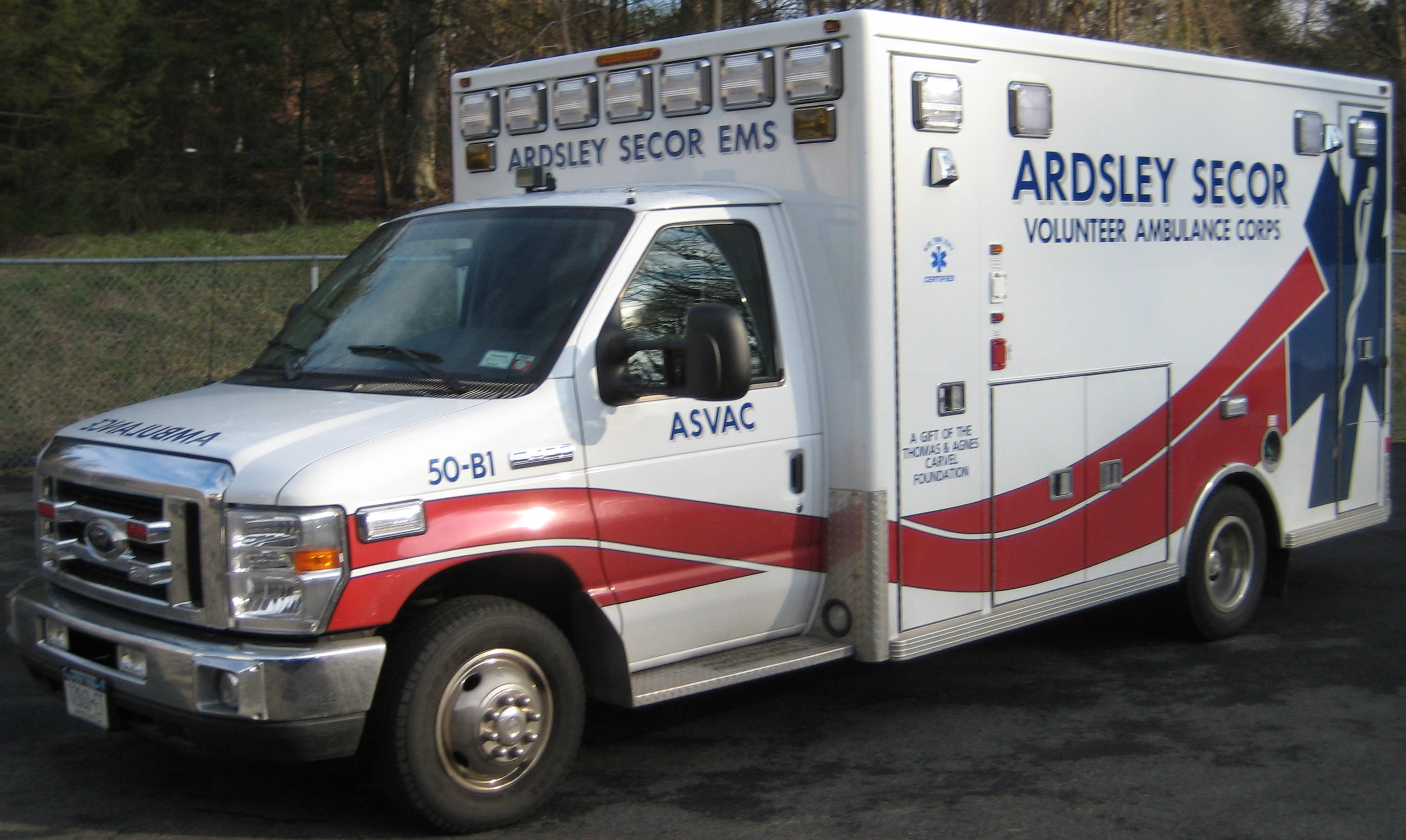
Typická americká sanitka
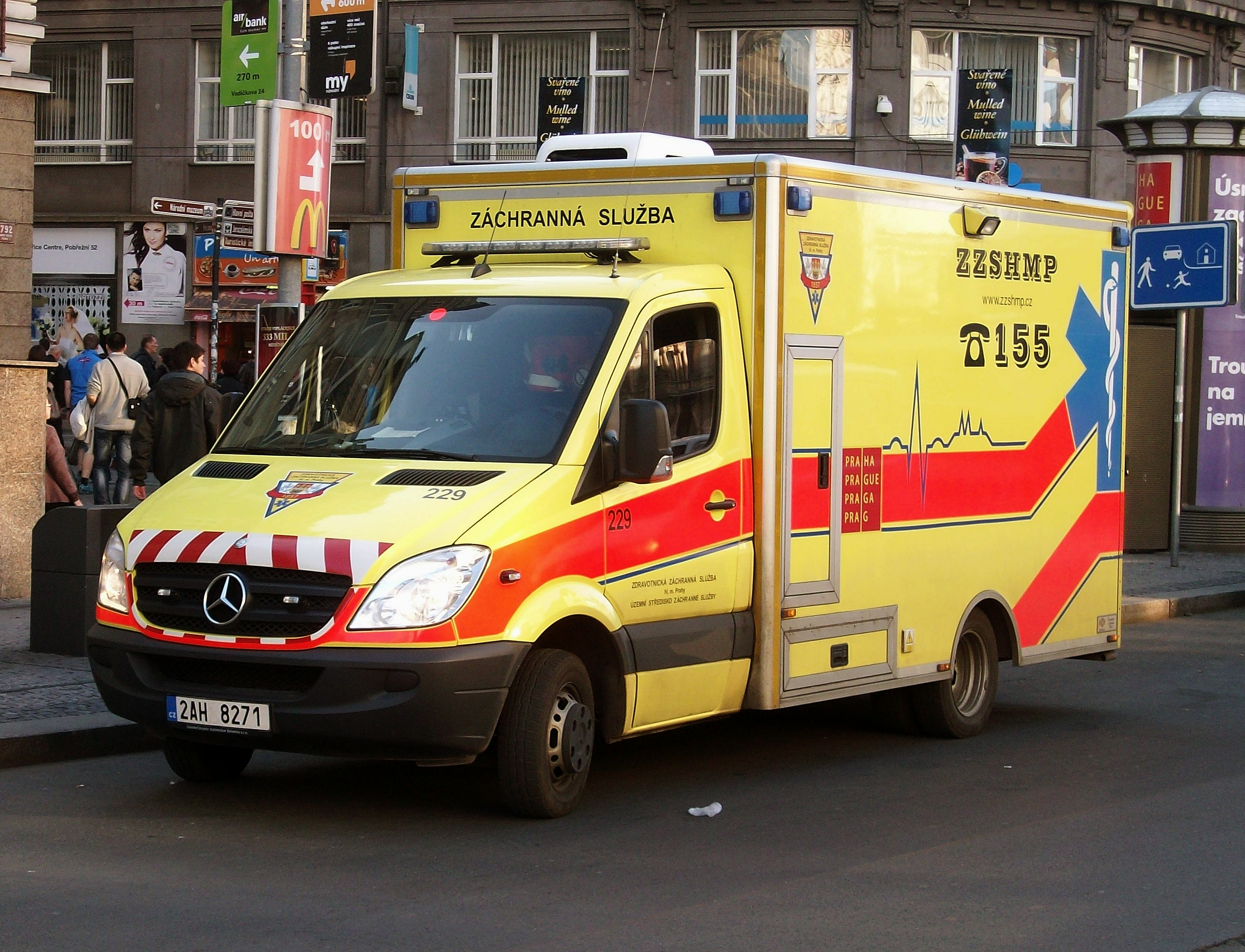
Sanitní vozidlo typu Mercedes-Benz Sprinter pražské záchranné služby
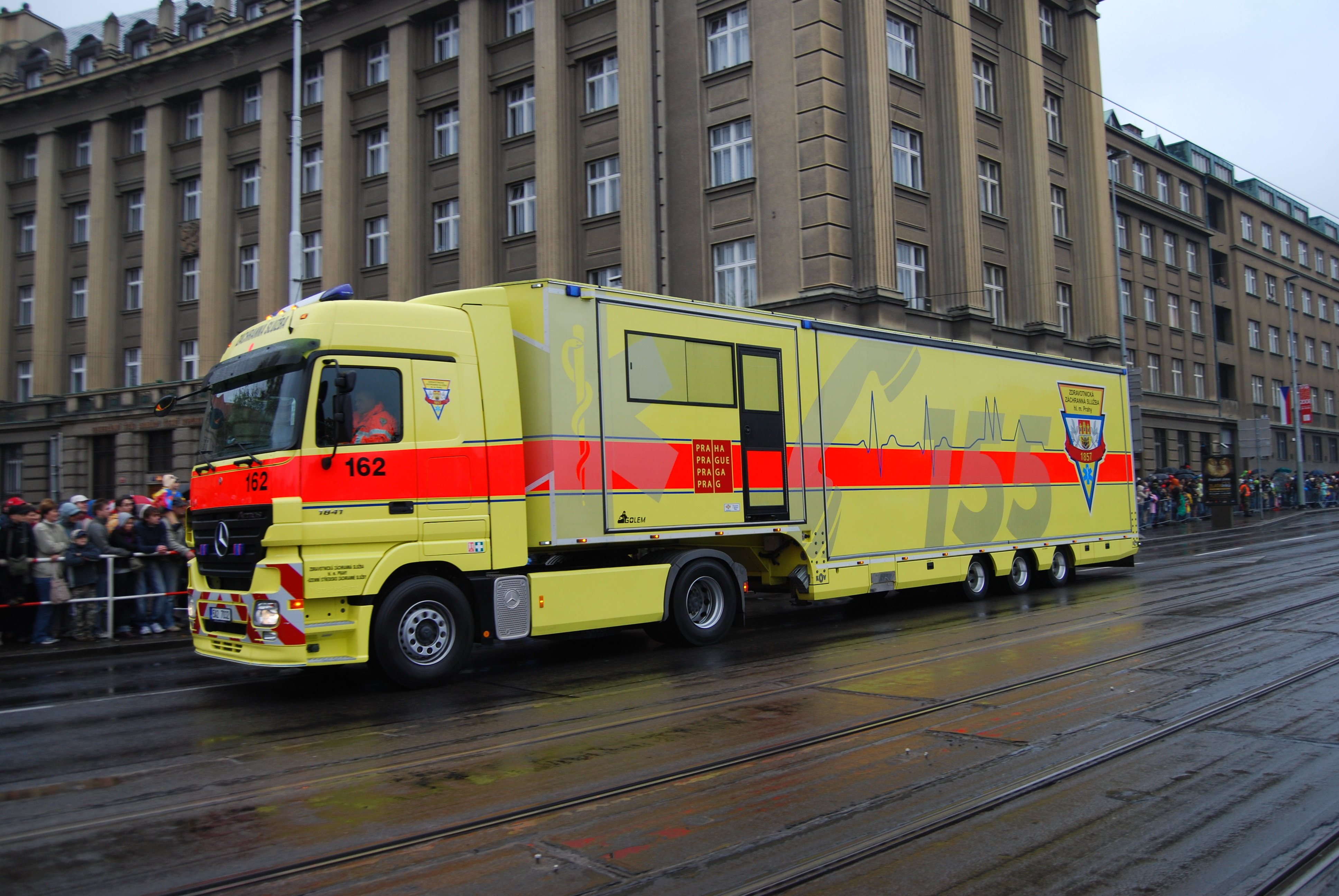
Sanitní vozidlo – zdravotnický modul Golem